# پرغذایی

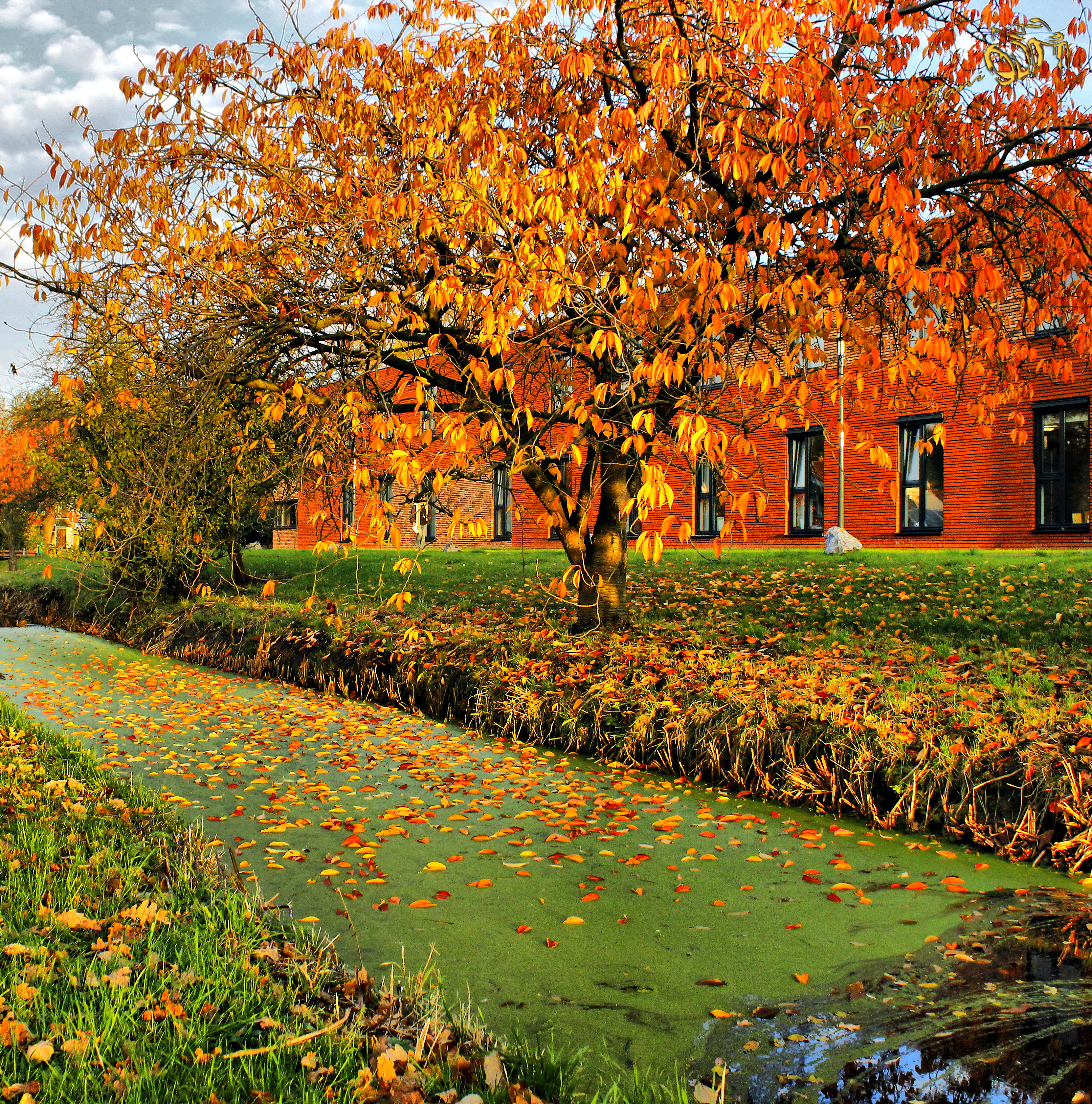
سوپ سبز

پُرغذایی، مُغَذی شدن‎، هوپَروَرش یا اوتریفیکاسیون (به انگلیسی: Eutrophication) غنی شدن محیط‌های آبی از ترکیبات محلول است که رشد بیش از اندازه برخی جانداران زنده را سبب می‌شود.
مغذی شدن پاسخ اکوسیستم به افزایش بیش از حد مواد طبیعی یا مصنوعی در یک محیط آبی است. این مواد می‌توانند در جایگاه مواد مغذی برای ارگانیسم‌ها مانند هومین‌ها یا مواد شیمیایی مانند نیترات یا فسفات باشند که از طریق کود شیمیایی یا پساب وارد آب شده‌اند.

## شکوفایی سبز
در صورتی که خورگی باعث افزایش جلبک‌های سبز گردد، آن را شکوفایی سبز می‌نامند. چهار فاکتور اصلی در این پدیده نقش دارند که شامل: نیتروژن، فسفر، نور خورشید و گاز کربنیک می‌باشند. عدم وجود هر یک از این عناصر باعث محدود شدن پدیده مغذی‌شدن می‌شود و رشد جلبک‌ها را محدود می‌کند.
البته کاهش دبی آب رودخانه ناشی از کاهش نزولات آسمانی و افزایش رسوبات در بستر این رودخانه از دیگر عوامل می‌باشد.
دو عنصر فسفر و نیتروژن عناصر مغذی جهت رشد گیاهان در رودخانه‌ها هستند. از بین این دو عنصر فسفر از نظر مغذی بودن بیشتر مورد توجه است و می‌توان از طریق کنترل فسفر رشد گیاهان را کنترل نمود.
فسفر در رودخانه‌ها از منابع خارجی ناشی شده و به شکل معدنی PO43- جذب جلبک می‌گردد و وارد ساختار ترکیبات آلی می‌شود. وقتی جلبک‌ها می‌میرند در طول عمل تجزیه شدن آنها، فسفر به صورت معدنی آزاد می‌گردد.
با این حال به مرور فسفر از طریق تجزیه مواد آلی، رسوب شیمیایی به وسیله آهن، آلومینیوم، کلسیم در مجاورت با ذرات رس ته‌نشین می‌شود.

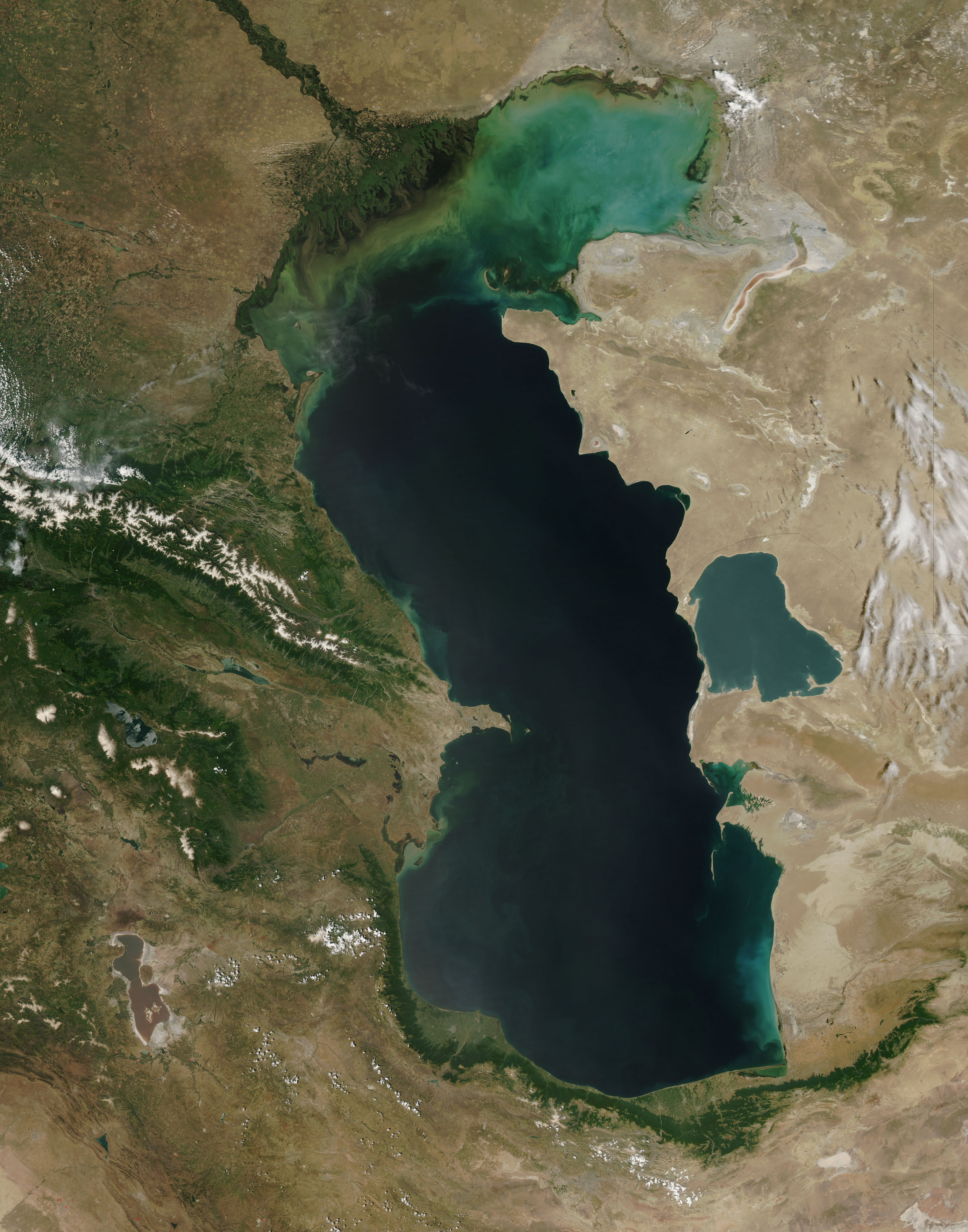
شکوفایی جلبکی در دریای مازندران

در بین همه مواد مغذی، تنها فسفر است که از طریق جو یا منبع طبیعی در دسترس نیست. به همین دلیل فسفر به عنوان ماده مغذی محدودکننده در رودخانه‌ها در نظر گرفته می‌شود. جهت کنترل مغذی‌شدگی، فسفر ورودی به رودخانه باید کنترل و کاهش داده شود. چنانچه میزان فسفر در آب خروجی از رودخانه بیش از آب ورودی باشد میزان فسفر در رودخانه کاهش می‌یابد.
نیتروژن در اثر بارندگی، ذرات گرد و غبار و تخلیه فاضلاب‌ها به آب‌های سطحی وارد می‌شود. در محیط‌های آبی، پدیده‌های آمونیفیکاسیون، نیتریفیکاسیون، جذب و دنیتریفیکاسیون ممکن است اتفاق افتد.

## پیامدهای بوم‌شناختی[۸]
مغذی شدن پیامدهای بوم‌شناسی متفاوتی دارد:
- کاهش شفافیت آب
- افزایش زیست‌توده فیتوپلانکتون‌ها
- مشکلات تصفیه آب
- ایجاد شکوفایی زوپلانکتونی
- افزایش گونه‌های سمی فیتوپلانکتون
- کاهش عبور نور خورشید
- مرگ ماهی‌ها
- تغییر در گونه‌های ماکروفیت